# Krayevsko-Armiánskoye
Krayevsko-Armiánskoye (del ruso: Крае́вско-Армя́нскоеа) es un seló del distrito de Josta de la unidad municipal de la ciudad-balneario de Sochi del krai de Krasnodar, en el sur de Rusia. Está situado a orillas del río Matsesta, 7 km al nordeste de Sochi y 172 km al sureste de Krasnodar. Tenía 1 624 habitantes en 2010., que son principalmente de etnia armenia.
Pertenece al ókrug rural Razdolski. 

## Historia
La localidad fue fundada en tierras de P. A. Krayevski por familias armenias que inmigraban a esta región del Imperio ruso desde finales del siglo XIX huyendo de la persecución étnica y religiosa en el Imperio otomano. En la combinación del apellido del propietario y la etnia de sus colonos está el origen del topónimo. En la década de 1930 se creó el koljós Krasni soyuz, con base en la localidad, en el que se cultivaba tabaco, maíz y árboles frutales como el manzano, el ciruelo, el peral o la higuera. Asimismo se cultivaba la nuez y la avellana, para cuyo secado se construyó un secador en el lugar. En ese período se construyó la escuela n.º 5 (actualmente la escuela de secundaria nº41).